# Inre Palamstjärnen
Inre Palamstjärnen är en sjö i Bjurholms kommun i Ångermanland och ingår i Öreälvens huvudavrinningsområde.